# パジアーン・ディ・プラート
パジアーン・ディ・プラート（伊: Pasian di Prato）は、イタリア共和国フリウリ＝ヴェネツィア・ジュリア州ウーディネ県にある、人口約9,200人の基礎自治体（コムーネ）。

## 地理

### 位置・広がり

#### 隣接コムーネ
隣接するコムーネは以下の通り。
- バジリアーノ
- カンポフォルミド
- マルティニャッコ
- タヴァニャッコ
- ウーディネ

### 気候分類・地震分類
パジアーン・ディ・プラートにおけるイタリアの気候分類 (it) および度日は、zona E, 2333 GGである。
また、イタリアの地震リスク階級 (it) では、zona 2 (sismicità media) に分類される。

## 行政

### 分離集落
パジアーン・ディ・プラートには、以下の分離集落（フラツィオーネ）がある。
- Bonavilla, Colloredo di Prato, Passons, Santa Caterina